# Мілош Кратошвіл
Мілош Кратошвіл (чеськ. Miloš Kratochvíl, нар. 26 квітня 1996, Карлові Вари) — чеський футболіст, півзахисник словацького клубу «Спартак» (Трнава) та молодіжної збірної Чехії.
Виступав також за клуб «Яблонець».
Володар Кубка Словаччини.

## Клубна кар'єра
Народився 26 квітня 1996 року в місті Карлові Вари. Вихованець футбольної школи клубу «Вікторія» (Пльзень).
Згодом з 2015 по 2018 рік грав у складі команд «Банік», «Сениця» та «Збройовка».
Своєю грою за останню команду привернув увагу представників тренерського штабу клубу «Яблонець», до складу якого приєднався 2018 року. Відіграв за команду з Яблонця-над-Нісою наступні шість сезонів своєї ігрової кар'єри. Більшість часу, проведеного у складі «Яблонця», був основним гравцем команди.
До складу клубу «Спартак» (Трнава) приєднався 2024 року. Станом на 12 травня 2025 року відіграв за команду з Трнави 25 матчів в національному чемпіонаті.

## Виступи за збірні
У 2014 році дебютував у складі юнацької збірної Чехії (U-19), загалом на юнацькому рівні взяв участь у 5 іграх.
Протягом 2017–2018 років залучався до складу молодіжної збірної Чехії. На молодіжному рівні зіграв у 2 офіційних матчах.

## Титули і досягнення
- Володар Кубка Словаччини (1):

«Спартак» (Трнава): 2024-2025